# Холми (Велізький район)
Холми (рос. Холмы) — присілок Велізького району Смоленської області Росії. Входить до складу Будницького сільського поселення.
Населення — 66 осіб (2007 рік). 